# Nihat Erim
Nihat Erim, né le 17 février 1912 à Kandıra et mort assassiné le 19 juillet 1980 à Kartal, est un homme d'État turc. Il est Premier ministre de la Turquie entre le 26 mars 1971 et le 17 avril 1972.

## Biographie

### Origines, études et vie privée
Fils de Raif et Macide Erim, Nihat Erim est né le 17 février 1912 à Kandıra. Après avoir été diplômé de droit à l'université d’Istanbul en 1936, il obtient son doctorat à Paris en 1939. Il revient ensuite en Turquie pour être professeur assistant puis, à partir de 1942, professeur de droit à l'université d'Ankara.
En 1943, il est nommé conseiller juridique auprès du ministère des Affaires étrangères. Deux ans plus tard, il conseille également la délégation turque auprès de l'Organisation des Nations unies à San Francisco.
Il est marié à Kamile Erim (née Okutman) et a deux enfants, Işık Erim et Işıl Onalp.

### Carrière politique
En 1945, il est élu représentant de la province de Kocaeli au sein de la Grande Assemblée nationale de Turquie et rejoint le groupe du Parti républicain du peuple (CHP). Trois ans plus tard, en 1948, il devient ministre des Travaux Publics avant d'être nommé, l'année suivante, vice-Premier ministre.
En 1950, quand le CHP perd sa majorité au sein du Parlement, Nihat Erim perd son siège et devient le rédacteur en chef du journal Ulus (en). Quand ce journal est interdit par le Gouvernement, en 1953, il crée son propre journal nommé Yeni Ulus–Halkçı. En 1956, il participe aux négociations concernant Chypre à Londres. La même année, il est choisi pour représenter la Turquie au sein de la Commission européenne des droits de l'homme, jusqu'en 1962.
Après le coup d'État de 1960, il est à nouveau élu représentant de la province de Kocaeli au sein de la Grande Assemblée nationale. Il dirige alors la délégation parlementaire du CHP. En conflit avec un autre dirigeant du CHP, İsmet İnönü, il est évincé du parti en 1962 avant de le réintégrer en étant réélu au sein du comité dirigeant. De 1961 à 1970, Nihat Erim représente la Turquie au sein du Conseil de l'Europe. En 1969, il intègre la Commission du droit international, organe des Nations unies.
En 1971, à la suite du coup d'État, il est chargé de diriger un gouvernement d'unité nationale à la condition qu'il quitte le CHP. Il s'agit du premier gouvernement de l'histoire du pays comprenant une femme, Türkân Akyol. Il est contraint de démissionner en décembre de la même année lorsque onze de ses ministres démissionnent. Toutefois, le président Cevdet Sunay le charge de constituer un nouveau gouvernement. Il démissionne le 17 avril 1972 pour des raisons de santé.
Nihat Erim est abattu par deux hommes près de chez lui à Kartal (Istanbul), le 19 juillet 1980. Son garde du corps, Ali Kartal, est également tué dans l'attaque. Le groupe de militants turcs de gauche Dev Sol (Gauche Révolutionnaire) a revendiqué la responsabilité de l'assassinat.